# Zgornje Gorče
Zgornje Gorče (Duits: Obergortsche) is een plaats in Slovenië en maakt deel uit van de gemeente Braslovče in de NUTS-3-regio Savinjska. De plaats telde 81 inwoners op 1 januari 2020.

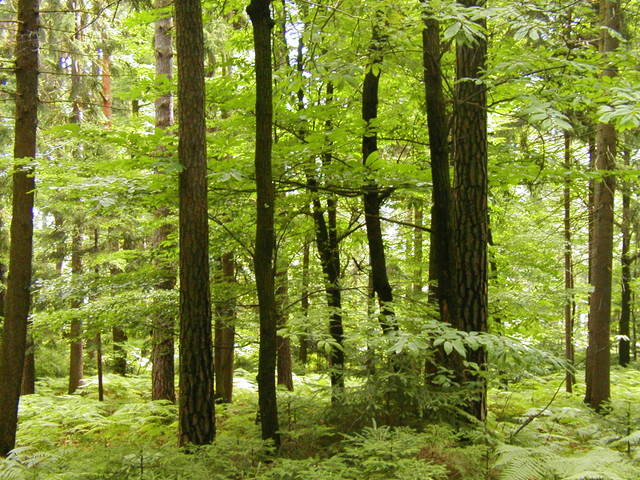
Bos in de omgeving van Zgornje Gorče